# Jerzy Kaziów
Jerzy Emil Kaziów (ur. 15 kwietnia 1963 w Jaworze, zm. 29 października 2022) – polski piłkarz grający na pozycji napastnika.

## Życiorys
Grał w Gwardii Szczytno, Olimpii Poznań, Gefle IF, Warcie Poznań, Amice Wronki, FC Solothurn, Orle Wałcz, Sokole Tychy, Dyskobolii Grodzisk Wielkopolski, Pogoni Świebodzin, a także w Aluminium Konin.
W polskiej I lidze rozegrał 142 mecze (117 w Olimpii, 1 w Sokole i 24 w Dyskobolii) i strzelił 39 bramek (33 w Olimpii i 6 w Dyskobolii).
W latach 1983–1986 był funkcjonariuszem Milicji Obywatelskiej, a w latach 1986–1990 funkcjonariuszem Służby Bezpieczeństwa w stopniu podporucznika.